# Hideyuki Kikuchi
Hideyuki Kikuchi (jap. 菊地 秀行, Kikuchi Hideyuki; * 25. September 1949 in Chōshi) ist ein japanischer Autor von Science-Fiction- und Horrorromanen.
Er besuchte die Aoyama-Gakuin-Universität. Seinen ersten Roman Makai Toshi (Shinjuku) (魔界都市〈新宿〉) schrieb er 1982. Auf diesen folgten zahlreiche Horrorromane, darunter 17 Romane über Kyūketsuki Hunter D. Ebenso verfasst er „Darkside Blues“ und „Wicked City“.
Sein Makai Toshi (Shinjuku) wurde auch in mehreren kurzen Manga- und Anime-Serien adaptiert. Letztere wurden von ADV Films unter den Titeln Demon City Hunter, Demon City Shinjuku und Demon Palace Babylon in den USA veröffentlicht. Eine ebensolche Adaptation erfuhr auch Kyūketsuki Hunter D mit zwei Kinofilmen: 1985 basierend auf dem ersten Band und 2000 basierend auf dem dritten Band. Außerhalb Japans wurden diese als Vampire Hunter D bzw. Vampire Hunter D: Bloodlust veröffentlicht.
1983 veröffentlichte er den SF-Roman Kaze no Na wa Amnesia, der 1990 als Anime-Film adaptiert wurde und im Vereinigten Königreich und den USA unter dem Titel A Wind Named Amnesia erschien. Eine Neuveröffentlichung von 2005 des Romans gemeinsam mit Invader Summer erschien 2009 in einer englischen Übersetzung (ISBN 1-59307-934-6).
Sein jüngerer Bruder ist der Musiker Naruyoshi Kikuchi.

## Werk
- Makai Toshi (Shinjuku) (魔界都市〈新宿〉). 4 Bände, 1982–2010
- Makai Toshi Blues (魔界都市ブルース). 10 Bände, 1986–2007
  - Maōden (魔王伝). 3 Bände, 1986–1987
  - Sōbōki (双貌鬼). 1988
  - Yasha-hime-den (夜叉姫伝). 8 Bände, 1989–1992
  - Oni Kyorai (鬼去来). 3 Bände, 1992–1993
  - Shinin Kishidan (死人機士団). 4 Bände, 1994–1995
  - Hi no Tenshi (緋の天使). 1995
  - Blue Mask (ブルー・マスク). 1997
  - (Mashin) Sensen (〈魔震〉戦線). 1997
  - Blue Mask: Kanketsuhen (ブルー・マスク 完結編). 1997
  - (Mashin) Sensen: Kanketsuhen (〈魔震〉戦線 完結編). 1998
  - Shadow „X“ (シャドー "X"). 1999
  - Makenmachi (魔剣街). 2000
  - Kōhibōdan (紅秘宝団). 2000
  - Kōhibōdan: Kanketsuhen (紅秘宝団 完結編). 2000
  - Seishunki (青春鬼). 2002
  - Seishunki: Majin Dōmei (青春鬼 魔人同盟). 2002
  - Seishunki: Majin Dōmei: Kanketsuhen (青春鬼 魔人同盟 完結編). 2003
  - Yami no Koiuta (闇の恋歌). 2003
  - Seishunki: Natsu no Rasetsu (青春鬼 夏の羅刹). 2004
  - Yōkongū (妖婚宮). 2008
  - (Makenmachi) Senfu (〈魔法街〉戦譜). 2010
- Makai Ishi Mephisto (魔界医師メフィスト). 14 Bände, 1988–2009
- Makai Toshi Noir (魔界都市ノワール). 2 Bände, 2001–2002
- Kōraseya (凍らせ屋). 4 Bände, 1995–2000
- Makai Toshi Guide Kiroku (魔界都市ガイド鬼録). 6 Bände, 2003–2008
- Makai Sōseiki (魔界創生記). 3 Bände, 1992–1996
- Mahyōjin (魔豹人). 2 Bände, 1989–1995
- Alien (エイリアン). 18 Bände, 1983–2002
- Treasure Hunter Yagashira Dai (トレジャー・ハンター八頭大). 9 Bände, 2007–2009
- Kyūketsuki Hunter D (吸血鬼ハンターD). 34 Bände, 1983–2007